# کیش‌گوربو
کیش‌گوربو (به مجاری:  Kisgörbő) یک منطقهٔ مسکونی در مجارستان است که در ناحیه زالاسنت‌گروت واقع شده‌است.